# 율곡중학교 (강원)
율곡중학교(栗谷中學校)는 대한민국 강원특별자치도 강릉시 교동에 있는 공립 중학교이다.

## 학교 연혁
- 1985년 12월 24일 : 율곡중학교 설립인가(30학급)
- 1986년 3월 5일 : 86학년도 입학식 거행 (남여 608명)
- 1986년 10월 25일 : 개교식 거행
- 2024년 3월 1일 : 제18대 박상욱 교장 취임
- 2025년 1월 2일 : 제37회 졸업식(졸업생 195명, 누계 12,631명)
- 2025년 3월 4일 : 2025학년도 입학식(21학급, 신입생 200명)

## 참고 자료
- 율곡중학교 - 한국교육학술정보원 학교알리미